# Droga krajowa B215 (Niemcy)
Droga krajowa 215 (niem. Bundesstraße 215, B 215) – niemiecka droga krajowa przebiegająca  z zachodu na północ od  skrzyżowania z drogą B61 koło Harrienstedt do skrzyżowania z drogami B71, B75 i B440 w Rotenburgu w Dolnej Saksonii.

## Historia
Pierwszy odcinek utwardzonej drogi powstał pomiędzy Nienburgiem a Verden (Aller) w 1849 r.